# Акинино
Акинино — деревня в Белозерском районе Вологодской области.
Входит в состав Визьменского сельского поселения, с точки зрения административно-территориального деления — в Георгиевский сельсовет.
Расстояние до районного центра Белозерска по автодороге — 89,5 км, до центра муниципального образования деревни Климшин Бор по прямой — 20 км. Ближайшие населённые пункты — Георгиевское, Драницыно, Прокино.
Население по данным переписи 2002 года — 8 человек.